# キンゼイ指標

Kinsey scale

キンゼイ指標（キンゼイしひょう）は、アメリカの性科学者・昆虫学者であるアルフレッド・キンゼイにより考案された、人間の異性愛と同性愛の指向を示す7段階の指標である。1948年にキンゼイやウォーデル・ポメロイらによる著作『キンゼイ報告』で初めて用いられた。 